# Buchy (Mozela)
Buchy – miejscowość i gmina we Francji, w regionie Grand Est, w departamencie Mozela.
Według danych na rok 1990 gminę zamieszkiwało 81 osób, a gęstość zaludnienia wynosiła 23 osób/km² (wśród 2335 gmin Lotaryngii Buchy plasuje się na 964. miejscu pod względem liczby ludności, natomiast pod względem powierzchni na miejscu 1135.).